# Tres veces tres
Tres veces tres es el tercer álbum de estudio de la banda mexicana de rock en español y ska Panteón Rococó y fue publicado en el año de 2004 por la discográfica Sony BMG en formato de disco compacto.

## Grabación
Este material discográfico fue grabado en la ciudad de Luján, Buenos Aires, Argentina en el año de 2004. La dirección corrió a cargo de Flavio Óscar Cianciarulo, en tanto, los productores de Tres veces tres fueron Adrián Agustín y Adrián Romero.

## Lista de canciones
Todos los temas fueron escritos por Panteón Rococó.

| N.º   | Título                                                                             | Duración |  |
| 1.    | «Madre Candela»                                                                    | 3:17     |  |
| 2.    | «La ciudad de la esperanza»                                                        | 3:33     |  |
| 3.    | «Cosas del ayer (Hoy y siempre)»                                                   | 4:07     |  |
| 4.    | «Cumbia del olvido»                                                                | 3:42     |  |
| 5.    | «Bajo sombras»                                                                     | 3:01     |  |
| 6.    | «1993...»                                                                          | 4:02     |  |
| 7.    | «Buscándote»                                                                       | 4:19     |  |
| 8.    | «Freedomland (Para Luis Güereña)»                                                  | 3:10     |  |
| 9.    | «Dejando atrás (6x8)»                                                              | 3:45     |  |
| 10.   | «Fugaz»                                                                            | 4:49     |  |
| 11.   | «Reality Shock» (Choque de realidad)                                               | 3:37     |  |
| 12.   | «Xeno»                                                                             | 4:21     |  |
| 13.   | «La palomita»                                                                      | 2:44     |  |
| 14.   | «Programa especial de radio insurgente la voz de los sin voz, la Voz del E.Z.L.N.» | 12:23    |  |
| 60:48 |                                                                                    |          |  |

## Créditos

### Panteón Rococó
- Dr. Shenka — voz, coros y programaciones.
- Darío Espinosa — bajo acústico y eléctrico.
- Hiram Paniagua — batería.
- Leonel Rosales — guitarra.
- Felipe Bustamante — teclados.
- Paco Barajas — trombón.
- Rodrigo Gorri Bonilla — guitarra.
- Missael — saxofón y zurna.
- Tanis — percusiones, cajón y zurna.

### Músicos invitados
- Adrián Agustín — coros.
- José Balé — bongós, percusiones y timbales.
- Marcelo Belén — batería.
- Américo Bellotto — trompeta.
- Federico Caballero — zurna.
- Pecas Caballero — zurna.
- Javier Casalla — violín.
- Astor Cianciarulo — coros.
- Flavio Óscar Cianciarulo — bajo, contrabajo, criolla y coros.
- Yussa Farfán — percusiones.
- Pedro «Pipi» Fernández — voz.
- Andrés Jiménez — voz (en el tema «Freedomland (Para Luis Güereña)»).
- Katjia Lartchenko — violín.
- Gustavo Llamgot — acordeón.
- Mimi Maura — voz (en el tema «Cosas del ayer (Hoy y siempre)»)
- Norberto Minichillo — vibráfono.
- Ariel Minimal — guitarra.
- Pascual Montaño — trompeta.
- Ezequiel «Peri» Rodríguez — armónica.
- José «Cheo» Romero — trombón.
- Alejandro Terán — viola.
- Vicentico — voz (en el tema «Madre Candela»).
- Álvaro Villagra — órgano Hammond.

### Personal de producción
- Adrián Agustín — productor.
- Adrián Romero — productor.
- Flavio Óscar Cianciarulo — dirección de arte.
- Álvaro Villagra — grabación, mezcla y masterización.
- Tony Autore — grabación.
- Claudio Romandini — grabación.
- Sergio Rotman — mezcla.
- Juan Cavalli — ingeniero de cuerdas.
- Emmanuel Granatti — ingeniero de cuerdas.
- Darío Spiguel — arreglo de coros.
- Patricio Claypole — asistente.
- Miyo Miguoranza — asistente.
- Adriana Guzmán — diseño gráfico.
- Alejandro Cassini — coordinación.
- Mónica Frías — coordinación.
- Ileana Gordillo — coordinación.
- Óscar Molina — coordinación.
- Gilda Oropeza — coordinación.
- Aníbal Rigozzi — coordinación.
- Óscar Sarquiz — coordinación.
- Murga Mama Q Kalambre — miembro del personal.